# 阿尔巴维拉
阿尔巴维拉（義大利語：Albavilla），是意大利科莫省的一个市镇。总面积10.55平方公里，人口6207人，人口密度588.3人/平方公里（2009年）。ISTAT代码为013003。